# Fabien Bedouel
Fabien Bedouel est un auteur et dessinateur français de bande dessinée né le 11 juin 1978 à Blois. Il vit et travaille à Paris.

## Biographie
Fabien Bedouel est diplômé en animation de l'École nationale supérieure des arts décoratifs (ENSAD) en 2004. Après plusieurs projets comme animateur et une activité de story-boarder, il débute dans la bande dessinée en 2008 aux côtés de Merwan Chabane, Fabien Nury et Maurin de France, sur la série d'aventure L'Or et le sang (4 tomes) aux éditions 12 bis puis aux éditions Glénat. En 2009, toujours aux éditions 12bis, il débute le diptyque Un long destin de sang, polar historique situé dans le contexte de la Première Guerre mondiale, en compagnie de Laurent-Frédéric Bollée. En 2011, il commence la série OPK avec le scénariste Matz. Prévue en 3 tomes, cette série n'en compte finalement que deux, les éditions 12bis n'existant plus.
En 2013, il travaille pour la première fois avec Patrice Perna. La série Kersten, médecin d'Himmler, dont le premier volume paraît en 2014, reçoit un bon accueil, et marque le début de leur collaboration (Kersten reçoit en 2015 le Prix Saint-Michel ainsi que le Prix des lecteurs France 3 au Festival de l'Alpes d'Huez). En 2015, le duo se lance dans Forçats (2 tomes), édité par Les Arènes BD, qui traite du bagne et de la trajectoire d'Albert Londres. En 2017, ils publient le premier tome de Darnand, un triptyque portant sur Joseph Darnand, chef de la milice française durant l'Occupation.

## Œuvres
- Kersten, le médecin d'Himmler, tome 1, Pacte avec le mal, Glénat, 2015
Scénario : Pat Perna - Dessin : Fabien Bedouel - Couleurs : Florence Fantini -  (ISBN 978-2-344-00058-8)
- Kersten, le médecin d'Himmler, tome 2, Au nom de l'humanité, Glénat, 2015
Scénario : Pat Perna - Dessin : Fabien Bedouel - Couleurs : Florence Fantini -  (ISBN 978-2-344-00929-1)
- Forçats, tome 1, Dans l'enfer du bagne, Les Arènes, 2016
Scénario : Pat Perna - Dessin : Fabien Bedouel - Couleurs : Florence Fantini -  (ISBN 978-2-352-04549-6)
- Forçats, tome 2, Le Prix de la liberté, Les Arènes, 2017
Scénario : Pat Perna - Dessin : Fabien Bedouel - Couleurs : Florence Fantini -  (ISBN 978-2-352-04614-1)
- Darnand, le bourreau français, tome 1, Rue de Sèvres, 2018
Scénario : Pat Perna - Dessin : Fabien Bedouel - Couleurs : Sandrine Bonini et Ariane Borra -  (ISBN 978-2-369-81364-4)
- Darnand, le bourreau français, tome 2, Rue de Sèvres, 2018
Scénario : Pat Perna - Dessin : Fabien Bedouel - Couleurs : Sandrine Bonini et Ariane Borra -  (ISBN 978-2-369-81614-0)
- Darnand, le bourreau français, tome 3, Rue de Sèvres, 2019
Scénario : Pat Perna - Dessin : Fabien Bedouel - Couleurs : Sandrine Bonini et Ariane Borra -  (ISBN 978-2-369-81104-6)
- Valhalla Hotel, tome 1. Bite the Bullet, Comixburo, 2021
Scénario : Fabien Bedouel et Pat Perna - Dessin et couleurs : Fabien Bedouel -  (ISBN 978-2-344-03686-0)
- Valhalla Hotel, tome 2. Eat the Gun, Comixburo, 2021
Scénario : Fabien Bedouel et Pat Perna - Dessin et couleurs : Fabien Bedouel -  (ISBN 978-2-344-04378-3)

## Prix et distinctions
- 2015 : Prix Saint-Michel, avec Patrice Perna, pour Kersten[3]